# 叔姬 (晋国)
叔姬，春秋时期晋国大夫羊舌職之妻，叔向（羊舌肸）、叔魚（羊舌鮒）之母，《列女传》作叔姬或羊叔姬。
羊舌職好正，不容於晋国，离开朝廷到三室之邑。三室之邑人一起偷羊给他，羊舌職不想接受。叔姬劝丈夫不要拂逆三室之邑，不如接受。羊舌職于是接受，说：「為肸與鮒烹煮。」叔姬不同意，以为不可吃不義之肉，不若埋了它。」於是盛在甕里，埋在壚陰。二年後，偷羊事發，都吏至，羊舌職说：「我接受了，不敢吃。」挖出来一看，羊骨还在。都吏说：「羊舌子是君子啊，不参与偷羊之事。」后来，叔向想要娶申公巫臣和夏姬的女儿做妻子，叔姬要儿子娶自己的亲族。叔向认为母亲的家族姐妹多兄弟少，舅家女儿不易生子。叔姬说：“巫臣的妻子夏姬杀死三个丈夫，一个国君，一个儿子，灭亡一个国家，使两个卿逃亡了。‘甚美必有甚恶’。夏姬是郑穆公少妃姚子的女儿，子貉的妹妹，子貉早死，没有后代，而上天将美丽集中给她，必是要用她来进行巨大败坏的。有仍氏之女，头发乌黑，非常美丽，名为‘玄妻’。嫁给后夔，生下伯封，被有穷后羿所灭了。夏、商、周三代之亡，公子申生的被废，都是因美色为害。有了这些尤物，就完全能使人改变。若不是非常有德义的人娶她，就必然有祸。”叔向害怕，不敢娶。晋平公强迫叔向娶她，生了杨食我。杨食我刚生下来，叔姬的大儿媳（羊舌赤之妻、子容之母）跑去告诉叔姬：“大弟媳妇生了个男孩。”叔姬去看，走到堂前，听到孩子的哭声就往回走了，说：“这是豺狼之声。如同狼一样的男子，必有野心。不是他，没人会毁掉羊舌氏。”于是就不去看孙子。《汉书·古今人表》将晉叔向母（叔姬）与叔向一起列为第二等上中仁人。